# Veliki ditrigonalni dodeciikozidodekaeder
| Veliki ditrigonalni dodeciikozidodekaeder                          | Veliki ditrigonalni dodeciikozidodekaeder              |
| ------------------------------------------------------------------ | ------------------------------------------------------ |
|                                                                    |                                                        |
| Vrsta                                                              | uniformni zvezdni polieder                             |
| Elementi                                                           | F = 44, E = 120, V =60 ({\displaystyle \chi \,} = -16) |
| Stranske ploskve po stranicah                                      | 20{3}+12{5}+12{10/3}                                   |
| Wythoffovi simboli                                                 | 3 5 \|5/3 5/4 3/2\| 5/3                                |
| Simetrijska grupa                                                  | Ih, [5,3], *532                                        |
| Bowerjeva okrajšava                                                | Gidditdid                                              |
| Sklici                                                             | U42, C54, W81                                          |
| veliki ditrigonalni dodekakronski heksekontaeder (dualni polieder) | (3.10/3.5.10/3) slika oglišč                           |

Veliki ditriginalni dodeciikozidodekaeder je neuniformni zvezdni polieder z oznako (indeksom) U42.

## Sorodni poliedri
Ima enako razvrstitev oglišč kot prisekan dodekaeder. Razen tega ima razvrstitev robov kot veliki ikozidodekaeder, ki ima skupne trikotne in petkotne stranske ploskve ter veliki dodeciikozieder, ki pa ima skupne pentagramske stranske ploskve.
| prisekan dodekaeder | veliki ikozikozidodekaeder | veliki ditrigonalni dodeciikozidodekaeder | veliki dodeciikozieder |